# Polydesmus transsilvanicus
Polydesmus transsilvanicus är en mångfotingart som beskrevs av Daday 1889. Polydesmus transsilvanicus ingår i släktet Polydesmus och familjen plattdubbelfotingar. Inga underarter finns listade i Catalogue of Life.